# Höchstrechnungszins
Mit dem Höchstrechnungszins, amtlich Höchstbetrag für den Rechnungszins oder Höchstzinssatz (fälschlich auch als Garantiezins bezeichnet), legt das Bundesfinanzministerium den Zinssatz fest, den Versicherer bei der Berechnung der Deckungsrückstellungen höchstens verwenden dürfen. Festgelegt wird der Höchstrechnungszins für:
- Lebensversicherungen kraft § 2 der Deckungsrückstellungsverordnung, aktuell 1,0 % (seit 1. Januar 2025), und
- Krankenversicherungen kraft § 4 Kalkulationsverordnung, aktuell 3,5 %.

## Festlegung des Höchstrechnungszinses

Entwicklung des Höchstrechnungszinssatzes bei der Lebensversicherung in Deutschland

Den Berechnungen des Höchstrechnungszinses liegt zunächst die von der Europäischen Zentralbank (EZB) veröffentlichte Umlaufrendite europäischer AAA-bewerteter Staatsanleihen mit zehnjähriger Laufzeit zugrunde, von denen die Durchschnittsrendite der vergangenen zehn Jahre berechnet wird. Unter Annahme verschiedener Zinsentwicklungen werden diese Durchschnittsrenditen in die Zukunft projiziert. Der Höchstrechnungszins durfte bis 2015 maximal 60 % der durchschnittlichen Rendite dieser zehnjährigen Staatsanleihen betragen (§ 65 Versicherungsaufsichtsgesetz (VAG)). Der Höchstrechnungszins wird dabei gemeinsam von der Deutschen Aktuarvereinigung und der Bundesanstalt für Finanzdienstleistungsaufsicht vorgeschlagen. Endgültig festgesetzt wird der Zinssatz durch Verordnung des Bundesministerium der Finanzen. Der Höchstrechnungszins stellt laut Gesetz eine Obergrenze dar, die nicht überschritten werden darf. Das 2016 neu gefasste VAG enthält in § 88 Abs. 3 eine vergleichbare Verordnungsermächtigung, bestimmt aber wegen Entfalls der bisherigen europarechtlichen Grundlage kein Berechnungsverfahren. Der Gesetzgeber begründet die Änderung mit der gesunkenen Bedeutung der Deckungsrückstellung nach Einführung von Solvabilität II.

## Zweck des Höchstrechnungszinses
Der Höchstrechnungszins begrenzt die Abzinsung der Deckungsrückstellungen und sichert damit eine gewisse Mindesthöhe der bilanziellen Abbildung der zugrundeliegenden Verpflichtung des Versicherers. Der bei Vertragsabschluss verwendete Zinssatz für die Deckungsrückstellungen, der nicht über dem zu diesem Zeitpunkt gültigen Höchstrechnungszinssatz liegen darf, darf nachträglich nicht mehr erhöht werden; gesenkt werden darf er nur, wenn der Versicherer diesen Zins selbst nicht mehr erwirtschaften kann oder dies rechtlich vorgeschrieben wird. Damit stellt der Höchstrechnungszins sicher, dass der Versicherer bilanziell ausreichend finanzielle Vorsorge trifft und damit auch in zukünftigen Niedrigzinszeiten (gegenüber dem Zeitpunkt des Vertragsabschlusses) nicht überschuldet ist. Indirekt zwingt der Höchstrechnungszins für die Deckungsrückstellungen den Versicherer bereits während der Kalkulation der Beiträge, zukünftige Kapitalerträge nur in einem Umfang zu berücksichtigen, der nicht zu weit von dem Höchstrechnungszins abweicht. Gemäß § 138 Abs. 1 VAG müssen die Beiträge ausreichend kalkuliert sein, um die Deckungsrückstellungen finanzieren zu können. Damit wird durch den Höchstrechnungszins für die Deckungsrückstellungen auch zu optimistisch kalkulierten Preisen vorgebeugt. Eine direkte Begrenzung des Zinses, der bei der Kalkulation der Beiträge verwendet werden darf, gibt es in der Europäischen Union hingegen nicht. Dieser Zins in den Beiträgen wird oft auch als garantierter Zins bezeichnet, hat rechtlich aber nichts mit dem Höchstrechnungszins oder dem Zins der Deckungsrückstellungen zu tun, auch wenn in der Praxis diese Zinssätze oft übereinstimmen.
Auch aus steuerlicher Sicht ist der Höchstrechnungszins relevant: Während das Einkommensteuergesetz grundsätzlich nach §6 Abs. 1 Nr . 3a Buchstabe e EstG einen Diskontsatz für Rückstellungen in Höhe von 5,5 % vorsieht, erlaubt das Körperschaftsteuergesetz in §21a KstG für Deckungsrückstellungen eine Diskontierung mit dem anhand handels- und aufsichtsrechtlichen Vorgaben, d. h. in der Deckungsrückstellungsverordnung (DeckRV) festgesetzten, Höchstrechnungszins bzw. einem entsprechend niedrigeren Zinssatz – d. h. der rechnungsmäßige bzw. garantierte Zins (s. o.).

## Historische Höchstrechnungszinsen
| Zeitraum          | Höchstrechnungszins (Kapitallebensversicherung) | Quelle |
| ----------------- | ----------------------------------------------- | ------ |
| 1903–1922         | 3,50 %                                          | [ 3 ]  |
| 1923–1941         | 4,00 %                                          |        |
| 01/1942 – 06/1986 | 3,00 %                                          |        |
| 07/1986 – 06/1994 | 3,50 %                                          |        |
| 07/1994 – 06/2000 | 4,00 %                                          |        |
| 07/2000 – 12/2003 | 3,25 %                                          |        |
| 01/2004 – 12/2006 | 2,75 %                                          |        |
| 01/2007 – 12/2011 | 2,25 %                                          |        |
| 01/2012 – 12/2014 | 1,75 %                                          |        |
| 01/2015 – 12/2016 | 1,25 %                                          |        |
| 01/2017 – 12/2021 | 0,90 %                                          | [ 4 ]  |
| 01/2022 – 12/2024 | 0,25 %                                          | [ 5 ]  |
| 01/2025 –         | 1,00 %                                          | [ 6 ]  |